# Língua calmuca
O calmuco (Хальмг келн) é uma língua falada pelos calmucos, povo nativo da Calmúquia, república federal da Rússia situada aproximadamente a oeste da China e da Mongólia. É falado por 518.500 pessoas; distribuídas em 160 mil por cada país e pertence às línguas mongólicas. Desde o século XI utilizou-se a escrita uigur, até que no século XVII um monge budista calmuco chamado Zaya Pandit criou o alfabeto Todo Bitchig para os calmucos. Em 1924 substituiu-se pelo alfabeto cirílico, que foi mudado, por sua vez, em 1930, para o alfabeto latino, e retornou-se novamente em 1938 para variante do cirílico que é utilizada até os dias de hoje.